# 떳다 그녀!!
《떳다 그녀!!》(There she is!!)는 삼박자에서 제작한 5부작 플래시 애니메이션이다.
2003년 4월에 발표하였으며 2008년 8월에 완결을 냈다. 한국 플래시 애니메이션. 기획 감독은 삼박자 소속 아말록(김근영)이 맡았으며, 스토리 감독과 미술 감독은 역시 삼박자 소속의 소공이 제작했다.
3편 이후로 경기디지털콘탠츠진흥원에서 같이 제작을 맡았으며, 김병헌 책임PD, 전병진 PD, 맹준재보조 PD, 이윤희보조 PD가 제작에 합류했다. 한국일보에 연재하던 "어떤날"이라는 만화가 원작이며, 캐릭터는 여기서 따왔다.
미국 최대 플래시 커뮤니티인 뉴그라운즈에서도 전편이 업로드 되어 있다. 또한, 현재 Step 1은 전 플래시 평가 1위의 자리를 차지하고 있다.

## 작품 목록

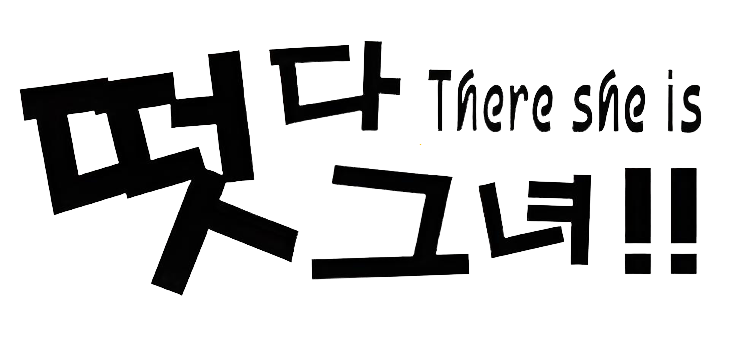

떳다 그녀!!는 총 5편의 작품으로 구성되어 있으며, 곧 외전과 프리퀄이 나올 예정이다.
- 떳다 그녀!! (Step 1)

시리즈의 시작을 알린 작품이다. 사실 단일 작품으로 낼 계획이었지만, 예상 외의 호평과 긍정적인 반응으로 속편을 내면서 시리즈화가 시작되었다.
나비와 도키가 만나게 되는 과정을 그린 작품으로써 사회가 고양이와 토끼의 사랑을 좋지 않은 눈으로 바라본다는 세계관이 조금 드러났다. 끈질기게 쫓아오는 도키를 나비가 결국 받아준다는 내용.
- Step 2 케이크 댄스

1편이 예상 외의 호응을 얻게 되면서 제작한 플래시이다. 퀄리티와 프레임이 상승하였으며, 본격적인 세계관 설정이 가미되었다. 사실상 이후로의 갈등양상의 떡밥은 2편에서 드러나게 된다.
도키의 생일 파티에 나비가 케이크를 전해준다는 내용이며, 후에 스토리 진행에 큰 부분을 차지하게 될 '초록 리본의 동물'들과 '찐따 세트'가 등장한다. 후반에 나비와 도키가 내쫓기는 장면은 작품 상에선 꽤 유쾌하게 표현되었으나, 곧 일어날 갈등의 서막에 불과하다.
- Step 3 도키와 나비

경기도콘텐츠진흥원이 제작에 참가했다. 퀄리티가 다시 상승하였으며, 후반의 3부의 내용이 시작되었다.
나비와 도키가 데이트를 한다는 내용으로, 이들을 바라보는 사회의 시선이 굉장히 좋지 않다는 것을 느낄 수 있다. 꽤나 밝은 느낌의 편이지만 마지막 부분에 나비의 집에 돌이 날아오면서 위기가 조성된다.
- Step 4 파라다이스

작품의 전반적인 분위기가 굉장히 암울하다. 나비의 초록 목도리를 제외한 색조가 회색조다.
나비와 도키의 사랑이 사람들의 따가운 눈초리를 받게 된다. 카페에서 쫓기거나 노인에게 훈계를 듣거나, 둘의 집에 낙서를 당한다던가, 심지어 둘의 첫만남 (물론 전에 만난 적이 있지만) 장소인 자판기마저도 난장판이다. 둘의 사랑을 지지하는 사람들과 반대하는 사람이 서로 대립한다. 반대하는 사람들의 수가 월등히 높다. 이런 상황 속에서 도키가 다치게 되고 자괴감에 빠진 나비는 연을 끊는다. 이에 도키는 혼자서 나라를 뜨기로 결심한다.
- Final Step Imagine

서사시의 끝. 뉴그라운즈에 작품이 업로드 되었을 때 굉장한 호평을 불렀다.
나비는 결국 도키와 함께하기로 결심하고 그녀를 잡으러 공항으로 달려나간다. 찐따 세트와 하나같은 친구들의 도움으로 끝내 도키와 재회. 도키의 손을 잡고 공항을 빠져나간다.